# Nijolė Sabaitė
Nijolė Sabaitė-Razienė (née le 12 août 1950 à Raseiniai) est une athlète lituanienne spécialiste du 800 mètres.

## Carrière

### Palmarès
| Date | Compétition                   | Lieu    | Résultat | Performance   |
| ---- | ----------------------------- | ------- | -------- | ------------- |
| 1968 | Championnats d'Europe juniors | Leipzig | 3e       | 2 min 10 s 1  |
| 1972 | Jeux olympiques d'été         | Munich  | 2e       | 1 min 58 s 65 |
| 1973 | Universiade d'été             | Moscou  | 2e       | 2 min 0 s 19  |

### Records
| Épreuve    | Performance   | Lieu   | Date |
| ---------- | ------------- | ------ | ---- |
| 800 mètres | 1 min 58 s 65 | Munich | 1972 |